# 歸藹
归蔼，字文彦，唐朝至五代十国后唐官员，苏州人。
曾祖歸登，祖父歸融，父亲归仁泽，都是官至各部尚书、观察使。归蔼登进士第，历任中书门下、御史台、枢密院。天祐元年七月，在文思殿开宴。百官有的坐在廊下，朱全忠大怒，将侍御史归蔼贬授登州司户。后唐同光初年，为尚书右丞，历任刑部侍郎、户部侍郎，以太子宾客致仕，七十六岁时去世。